# Matt Harding
Matthew Harding, detto Matt (27 settembre 1976), è un designer di videogiochi statunitense, nonché una celebrità di internet conosciuto come Dancing Matt per i suoi video che lo ritraggono davanti a famosi monumenti di svariate località del mondo.
Harding ha ricevuto, grazie ai suoi originali viaggi, vasta copertura dai media e dalla stampa internazionale, e fu assunto dalla Visa come promotore della campagna Travel Happy.
Matt è nato a Westport, nello stato del Connecticut. Cominciò la sua carriera del mondo dei videogiochi per una società specializzata chiamata Cutting Edge Ententainment. In seguito lavorò come editore per GameWeek Magazine a Wilton, e più tardi anche software developer per Activision a Santa Monica, California e poi a Brisbane, Australia.
Harding disse che una sorta di atteggiamento sarcastico sulla popolarità dei giochi shoot'em up portò la Pandemic Studios a sviluppare il gioco Destroy All Humans!, grazie al quale ottenne un certo consenso. Dopo aver affermato: "non voglio passare due anni della mia vita a sviluppare un gioco che parla di uccidere tutti", diede le dimissioni e incominciò a viaggiare, iniziando la conduzione del suo primo video.
L'11 dicembre 2008 rivelò ironicamente a Entertainment Gathering che il video era una bufala, che lui era un attore e non un game designer, e che il video era stato fatto per mezzo di pupazzi meccanici e un intenso lavoro di video editing. Un mese dopo, durante una MacWorld Convention, Matt rivelò la "bufala della bufala" scherzando sulla gente che lo aveva preso sul serio e sulla rabbia che ne conseguì. Mise in chiaro, inoltre, che i video erano veri e autentici al 100%.

## Where the Hell is Matt?
Matt era conosciuto dai suoi amici per avere un modo particolare di ballare, e durante un filmato in Vietnam, i compagni di viaggio suggerirono di aggiungere la danza. I video furono caricati sulla sua pagina personale per divertire la famiglia e gli amici. Più tardi, Harding mise insieme 15 scene di questa danza, sempre con lui al centro della ripresa, e con sottofondo la musica Sweet Lullaby, dei Deep Forest. La canzone originale comprende dei frammenti di una lingua delle Isole Salomone, che venne registrata nel 1971 da un etnomusicologo francese alle isole Salomone vicino alla Papua Nuova Guinea. La canzone, Rorogwela, era cantata da una donna il cui nome era Afunakwa. In relazione al video Where the Hell is Afunakwa by Matt Harding, Afunakwa morì nel 1998.
Il video venne passato da e-mail a e-mail, e alla fine divenne "virale", con i server che caricavano 20.000 video al giorno dal momento in cui venne scoperto, in tutti i paesi, prima che divenissero popolari i siti di condivisione dei video.
Harding creò un secondo video nel 2006, con ulteriori scene da viaggi compiuti successivamente, che venne chiamato Dancing 2006. Su richiesta della Stride, una compagnia di gomme da masticare, ricevette il primo sponsor, dal momento che fece sempre i suoi video con un budget limitato.
Ora i video sono visibili su YouTube, Google Video, Vimeo e sul suo sito internet  Il suo video è stato visto 40.126.031 volte su YouTube al 16 novembre 2011, e il canale YouTube di Harding è alla posizione numero 83 Registi più visti di sempre al 31 marzo 2009. Harding pubblicò il suo terzo video il 20 giugno 2008 ed è il prodotto di 14 mesi di viaggi in 42 paesi del mondo. La musica di sottofondo è Praan di Gary Schyman e cantata da Palbasha Siddique, con testi adattati dal poema Steam of Life, una parte di Gitanjali di Rabindranath Tagore.
AHarding è rappresentato dalla Creative Artists Agency.

### Apparizioni televisive
I video di Matt sono apparsi in teshow televisivi inclusi:
- The Screen Savers (Marzo 2005)
- MSNBC's Countdown with Keith Olbermann (Agosto 2005)
- Inside Edition (19 agosto 2005)
- The Ellen DeGeneres Show (Ottobre 2005)
- Rude Tube (Febbraio 2008)
- 40 Greatest Internet Celebrities on VH1
- Jimmy Kimmel Live (Agosto 2008)
- Enough Rope (Agosto 2008)
- The Daily Show (Novembre 2008)

Matt fu infastidito dal programma Good Morning America l'8 settembre del 2005, a causa della copertura del servizio su Hurricane Katrina, ma apparve il 31 maggio 2005, fuori dagli studi GMA in Times Square con i suoi video trasmessi sul Panasonic Astro Vision (il maxi schermo di One Times Square).
Nel novembre 2006, Matt fu invitato ad una lezione nel Champlain College a Burlington per parlare delle sue esperienze durante le riprese del video e la successiva famaquent fame, si fece anche filmare mentre ballava con gli studenti del college.
Nel 2007, Jawed Karim, uno dei fondatori di YouTube, affermò che il video di Matt è il suo video preferito pubblicato su Youtube.
Il 22 luglio del 2008, la NASA pubblicò in primo piano il terzo video di Matt sul suo APOD (Foto Astronomica Del Giorno) sito web, intitolato "La gente felice che balla sul pianeta terra", precisando che tutti gli esseri umani sono accomunati da un amore per il ballo. Il sito web affermò che poche persone sono in grado di guardare quel video senza sorridere. Matt stesso fu impressionato dall'avvenuto, sorpreso dal fatto che il video non c'entra niente con l'astronomia, ed è un video e non una foto.
Nel novembre 2008, Matt ed il cantante dei Palbasha furono intervistati da KFAI radio nel Minnesota, raccontando una storia su come trovare il musicista.

## Video

### Primo video
1. Pechino, Cina.
2. Hanoi, Vietnam.
3. Delhi, India.
4. Mosca, Russia.
5. Bangkok, Thailandia.
6. Agra, India.
7. Praga, Repubblica Ceca.
8. Angkor Wat, Cambogia
9. Giungla del Bengala, India.
10. Los Angeles, Stati Uniti.
11. Sùhbaatar, Mongolia.
12. Vetta del Kilimangiaro, Tanzania.
13. Siberia, Russia.
14. Monte Albán, Messico.
15. Tsavo, Kenya.
16. Foresta impenetrabile, Uganda.
17. Yangon, Birmania.
18. Westport, Stati Uniti.
19. Seattle, Stati Uniti.
20. New York, Stati Uniti.

### Secondo video
1. Salar de Uyuni, Bolivia.
2. Petra, Giordania.
3. Machu Picchu, Perù.
4. Venezia, Italia.
5. Tokyo, Giappone.
6. Isole Galápagos, Ecuador.
7. Brisbane, Australia.
8. Luang Prabang, Laos.
9. Bandar Seri Begawan, Brunei.
10. Area 51, Nevada.
11. Tikal, Guatemala.
12. Half Moon Caye, Belize.
13. Sossusvlei, Namibia.
14. Valle di Routeburn, Nuova Zelanda.
15. Monument Valley, Arizona.
16. Isole Shetland Meridionali.
17. Chuuk, Micronesia.
18. Londra, Regno Unito.
19. Very Large Array, Nuovo Messico.
20. Abu Simbel, Egitto.
21. Isola di Pasqua, Cile.
22. Stazione TGV Haute-Picardie, Francia.
23. Mutianyu, Cina.
24. New York, Stati Uniti.
25. Efeso, Turchia.
26. Guam.
27. Riserva Naturale Mokolodi, Botswana.
28. Berlino, Germania.
29. Sydney, Australia.
30. Dubai, Emirati Arabi Uniti.
31. Isole Chelbacheb, Palau.
32. Mulindi, Ruanda.
33. Baia di Neko, Antartide.
34. Kjeragbolten, Norvegia.
35. San Francisco, Stati Uniti.
36. Seattle, Stati Uniti.

### Terzo video
1. Mumbai, India
2. Paro, Bhutan
3. Giant's Causeway, Regno Unito
4. Stone Town, Zanzibar
5. Lancelin, Australia
6. Lisse, Paesi Bassi
7. Isola del Natale, Australia
8. Madinat al-Kuwait, Kuwait
9. Teotihuacán, Messico
10. Seljalandsfoss, Islanda
  1. (Sequenza veloce di scene in cui si uniscono al ballo altre persone)  Dublino, Irlanda
  2.  Boston, Stati Uniti
  3.  Toronto, Canada
  4.  Atomium, Bruxelles, Belgio
  5.  Praça do Comércio, Lisbona, Portogallo
  6.  Vancouver, Canada
  7.  Parigi, Francia
  8.  San Francisco, Stati Uniti
  9.  Melbourne, Australia
  10.  Washington, Stati Uniti
  11.  Chicago, Stati Uniti
11. Madrid, Spagna
12. Antsiranana, Madagascar
13. Brisbane, Australia
14. Dublino, Irlanda
15. Buenos Aires, Argentina
16. Chakachino, Zambia
17. Istanbul, Turchia
18. Wainivilase, Figi
19. Londra, Regno Unito
20. Stoccolma, Svezia
21. Auki, Isole Salomone
22. Sana'a, Yemen
23. Ala Archa Gorge, Kirghizistan
24. Tagaytay, Filippine

 Zona demilitarizzata coreana
1. Timbuktu, Mali
2. Varsavia, Polonia
3. Austin, Stati Uniti
4. Tokyo, Giappone
5. Poria, Papua Nuova Guinea
6. Miami, Stati Uniti
7. Monaco di Baviera, Germania
8. Tongatapu, Tonga
9. Chicago, Stati Uniti
10. Thimphu, Bhutan
11. Gurgaon, India
12. Sydney, Australia
13. Lisbona, Portogallo
14. Seul, Corea del Sud
15. Soweto, Sudafrica
16. New York, Stati Uniti.
17. Tokyo, Giappone
18. Vava'u, Tonga
19. Capo di Buona Speranza, Sudafrica
20. Canale di Panama, Panama
21. Wadi Rum, Giordania
22. Lemur Island, Madagascar
23. Auckland, Nuova Zelanda
24. Batik, Marocco
25. Amsterdam, Paesi Bassi
26. Atlanta, Stati Uniti
27. Città del Messico, Messico
28. Bruxelles, Belgio
29. San Francisco, Stati Uniti
30. Taipei, Taiwan
31. Vancouver, Canada
32. Washington, Stati Uniti.
33. Rio de Janeiro, Brasile
34. Colonia, Germania
35. Singapore
36. Alhambra (California), Stati Uniti
37. Tel Aviv, Israele
38. Gerusalemme est, West Bank
39. Parigi, Francia
40. Montréal, Canada
41. Nellis Airspace, Stati Uniti
42. Los Angeles, Stati Uniti
43. San Paolo, Brasile
44. Seattle, Stati Uniti